# 南草津プリムタウン
南草津プリムタウン（みなみくさつプリムタウン）は、滋賀県草津市にある新興住宅地であり、南草津駅付近に所在する。ここでは、ルビットパーク南草津（ルビットパークみなみくさつ）の解説も行う。

## 概要
南草津駅の西口側にある、野路町と南笠町の土地区画整理事業の一環として2015年（平成27年）から街づくりが進められている。総区画数（戸数）は926、居住人数は2,500人、開発総面積は約32.3ヘクタールとなる見込み。なお、この住宅地内は全域がゾーン30に指定されている。

## 歴史
- 2015年（平成27年）：街づくり計画を開始[4]。
- 2016年（平成28年）：草津市が南草津プリムタウン土地区画整理組合を設立する[4]。
- 2017年（平成29年）：草津市が事業計画の見直しを発表。店舗の誘致が可能となる（後述）[6]。
- 2018年（平成30年）：草津市が地区計画の決定を発表する[4]。
- 2019年（平成31年・令和元年）：第1工区（第1期）の分譲を開始。
- 2020年（令和2年）：第2工区（第2期）の分譲を開始。
- 2021年（令和3年）：第3工区（第3期）の分譲を開始。
- 2022年（令和4年）
  - ルビットパーク南草津が4月22日に開業[7]。
  - 第4工区（第4期）の分譲を開始。
- 2023年（令和5年）：換地処分公告により「南草津プリムタウン一丁目 - 四丁目」となる[8]。

## 地区計画と建築物の制限
まちなみ形成の観点から、以下の地区計画・制限が設けられた。

### 区画の分類
- 地区内を「S」と「A」から「D」の5区画に分類し、建築物を制限[9]。

例として- S：サービス施設（商業、診療所など）
- D：公民館、集会所、共同住宅など
- A：公民館、集会所、住宅（戸建または長屋）など
- が挙げられる。

### 住宅に対して
- 敷地面積（165平方メートル以上）[9]
- 建築物等の高さ（最大10メートル）[9]
- 壁面の位置（敷地境界線までの距離）[9]
- 敷地内緑化率[9]
- 色彩（琵琶湖岸景観形成重点地区[10]に準拠しなければならない）  - など

## ルビットパーク南草津

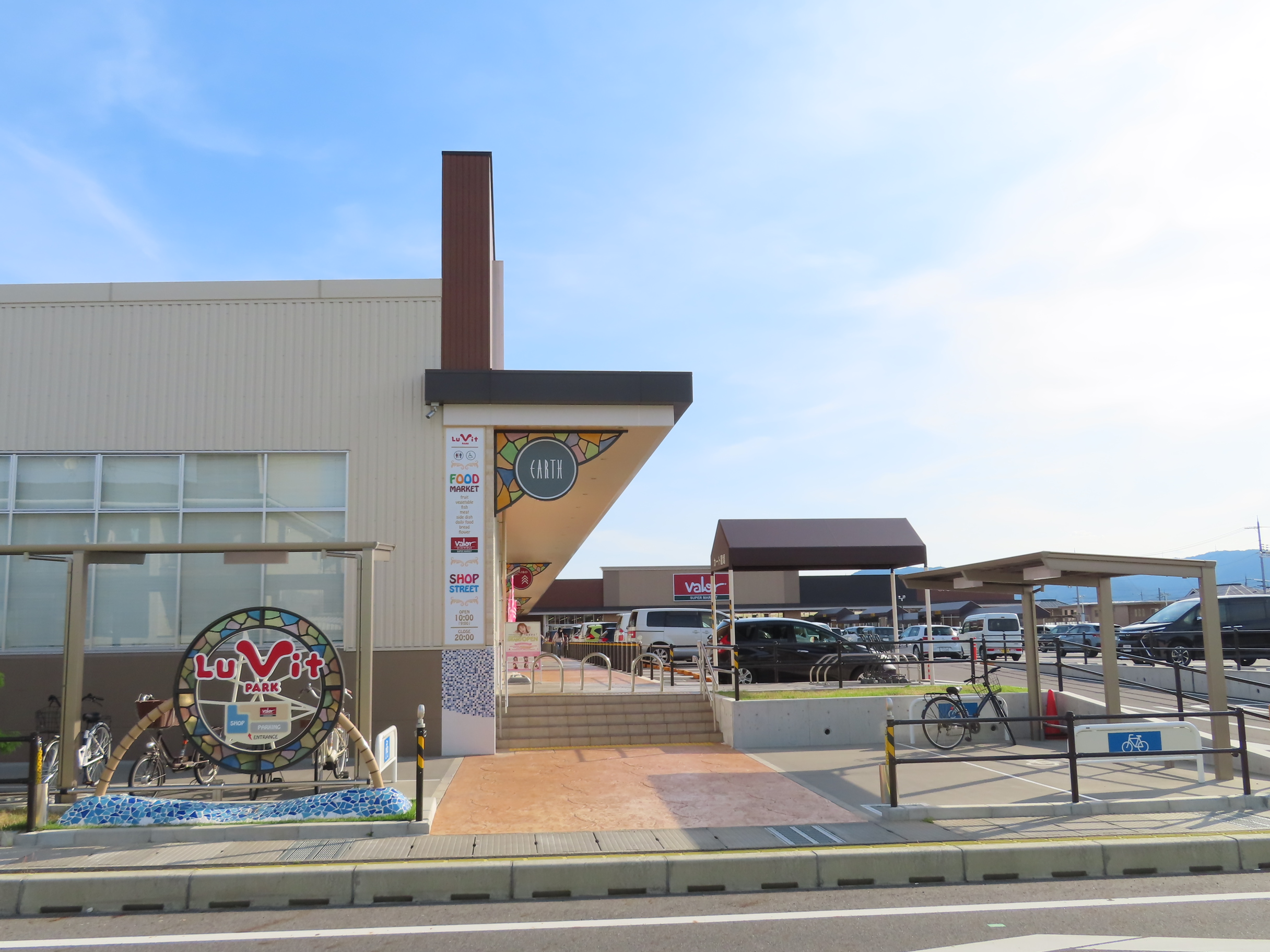
ルビットパーク南草津（2023年5月）

南草津プリムタウンの中央に位置するショッピングモールであり、2022年（令和4年）4月22日に開業した。このショッピングモールはバローと4つの専門店で構成されている。なお、専門店街となる4店舗は、同年4月28日以降に順次開店した。ちなみに、「ルビットパーク」という店舗ブランドは岡崎店（愛知県岡崎市）に続き、2店舗目である。
メインテナント
- バロー南草津店

専門店
- 無印良品ルビットパーク南草津店  - （南草津店限定サービスとして、収納ボックスの1週間貸し出しサービスを実施[12]）
- スギ薬局南草津店
- ダイソールビットパーク南草津店
- hair&make EARTH（美容室）

## アクセス
- JR琵琶湖線（東海道本線）南草津駅より徒歩約10 - 20分[注 2][1][13][14]。

## 付記

### 日本最古級の工房跡出土
宅地造成中に、日本最古級の鋳造施設（黒士遺跡）が確認された。
ここは鉄などの鋳造遺構としては国内最古級で、口径が1メートルを超す巨大な鍋釜などの製品作りを行っていた。周辺には同時代の製鉄遺構も点在している。
さらに、奈良時代の役所の一部とみられる「長舎」の柱穴などが見つかり、長舎近くでは幅12メートルの道路跡が長さ47メートルにわたって確認された。その他にも、遺跡の溝の中から奈良時代前半の土器が出土した。
黒土遺跡の周辺では、7世紀終わりから8世紀初めにかけて営まれた製鉄施設が確認されている。地金を加工して製品化する鍛冶場や梵鐘を鋳造した施設、燃料となる木炭を造る炭窯なども出土している。なお、源内峠遺跡では、7世紀後半の製鉄炉4基を確認している。大量の鉄鉱石も見つかっていることから、大規模な操業だったことが明らかになっている。
ちなみに、黒土・榊差（さかきざし）・木瓜原（ぼけわら）・源内峠の各遺跡は大津市から草津市にかけて延びる、なだらかな瀬田丘陵上にある。同丘陵や周辺では、ほかにも製鉄や製陶に関わる遺跡が点在し、なお、同遺跡から北東約300メートルにある「榊差遺跡」でも高度な鋳造技術を示す遺物が相次いで見つかっている。

### 新駅設置計画（凍結）
2013年（平成25年）10月に公表した『草津市都市交通マスタープラン（案） 及び総合交通戦略（案） 【新駅設置の概略検討（案）】』にはJR琵琶湖線（東海道本線）の新駅設置計画が記され、その周辺が土地区画整理事業（現在の南草津プリムタウン）の対象となっていた。新駅設置計画に対し、地元側は「南草津駅と近過ぎるため近隣の人しか利用しない」や「国道1号の渋滞を増長するだけで必要ない」や「新駅を建設するなら、狼川の改修を併せて考えてもらいたい」などの反対意見が多かったが、「新駅設置は積極的に取り組んでほしい」や「新駅の設置とともに、プリムタウン内に湖南幹線まで抜ける都市計画道路の整備を検討してほしい」などの賛成意見もあった（地元側の意見は原文を基に再構成）。また、当地に新駅を設けるとアクセス道路の整備が必要となるため既存の工場の移転や土地区画整理事業に遅れが生じること、（南草津駅に近過ぎるため）新快速の停車が見込めないことも併せて発表している。なお、同資料の「まとめ」には「新駅の検討を一旦凍結し、（中略）必要に応じて再検討を行うべき」という結論が記されている。ちなみに、当地の新駅設置計画は同年10月28日までに凍結したことを京都新聞が報じている。

## その他
- 当住宅地は『大津湖南都市計画 都市計画区域の整備、開発及び保全の方針』の「主要な都市計画の方針」で住宅地の計画的整備の対象となっていた[23]。ちなみに、「市街地における住宅建設の方針」（※住区構成の考え方に関すること）という欄で当住宅地は「新市街地」に区分された[24]。
- 当初の事業計画は「第一種低層住居専用地域」となっていたため、店舗を誘致することはできなかった[6]。しかし、2017年（平成29年）4月に草津市が事業計画の変更を発表したため、店舗の誘致をすることができるようになった[注 3][6]。
- 南草津プリムタウンには大小2ヵ所のラウンドアバウトが設置されている[5]。元々はこの住宅地内に設置する計画は無かったが、計画案の変更に伴い、設置されることが決まった[注 4]。ラウンドアバウドの中心部には草津市の市章が設置されており[5]、その付近には花壇もある[25]。